# 栂池自然園
栂池自然園（つがいけしぜんえん）は、長野県北安曇郡小谷村千国の栂池高原にある自然公園。中部山岳国立公園を構成する公園の一つである。

## 特色

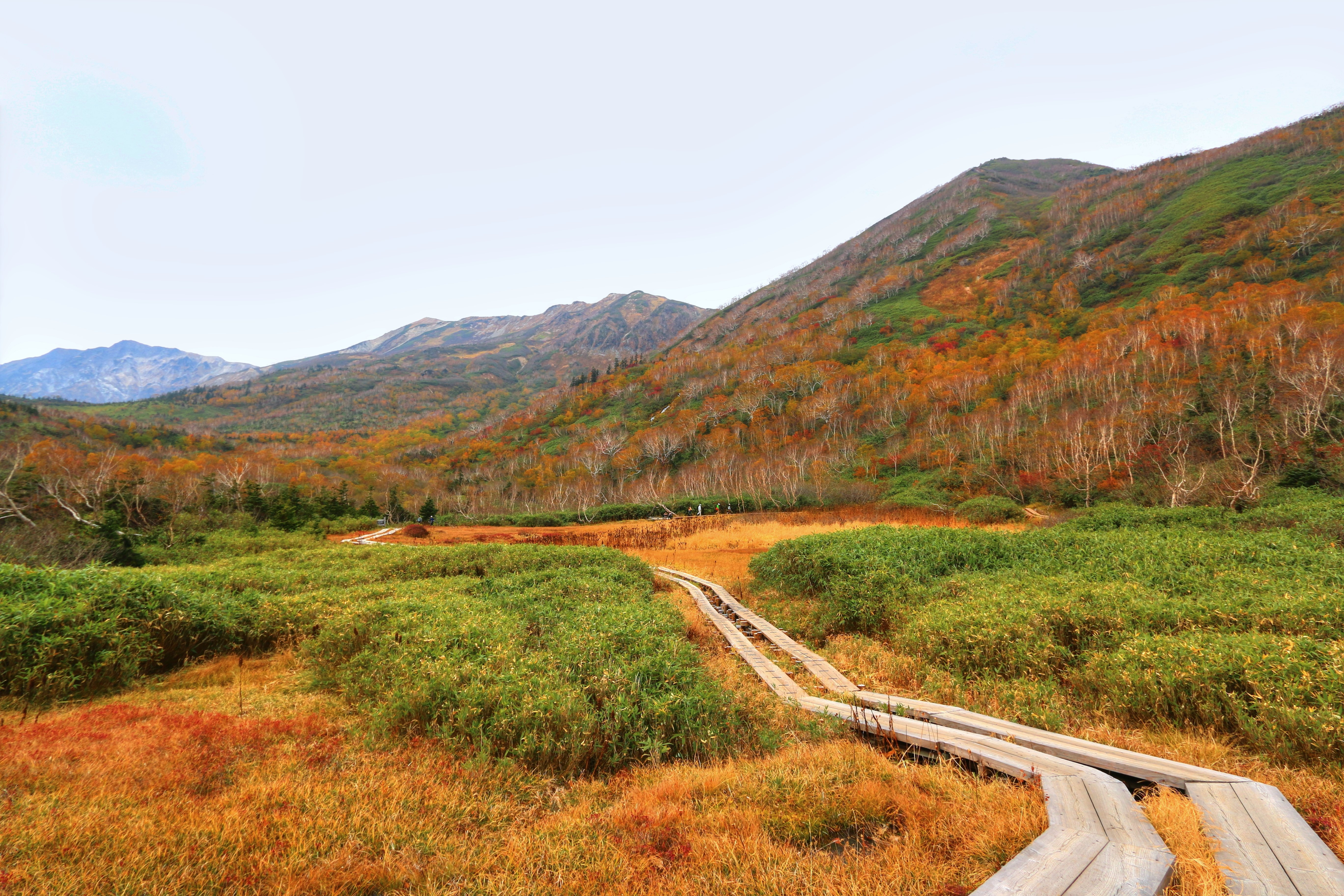
秋の栂池自然園

標高1,900mの高層湿原を利用した自然園。面積は約100ヘクタール。栂池高原スキー場のゴンドラリフト「イヴ」と、栂池ロープウェイを乗り継いで（栂池パノラマウェイ）アクセスする。園内には約5.5kmの木道が整備され、様々な高原植物を見ることが出来る。秋には有名な紅葉スポットとなる。
かつては路線バスが乗り入れていたが、1994年（平成6年）には環境保護のためにロープウェイによる運行に切り替わった。2007年（平成19年）には、みずばしょう湿原のバリアフリー化が完了している。

## 沿革
- 1959年（昭和34年） - 大池林道の開設に着手する（1971年に完了）[3]。
- 1970年（昭和45年） - 長野県で4番目の自然園として楠川までが整備される[2]。
- 1971年（昭和46年）7月15日 - 県営栂池自然園完成[4]。
- 1974年（昭和49年）7月26日 - 開設[4]。当時の面積は60ha[3]。
- 1985年（昭和60年） - 村営に移管される[3]。
- 1986年（昭和61年） - 浮島湿原まで整備完了[2]。
- 1987年（昭和62年） - 展望湿原までの自然観察路が整備され、現在の規模となる[2]。

## 施設

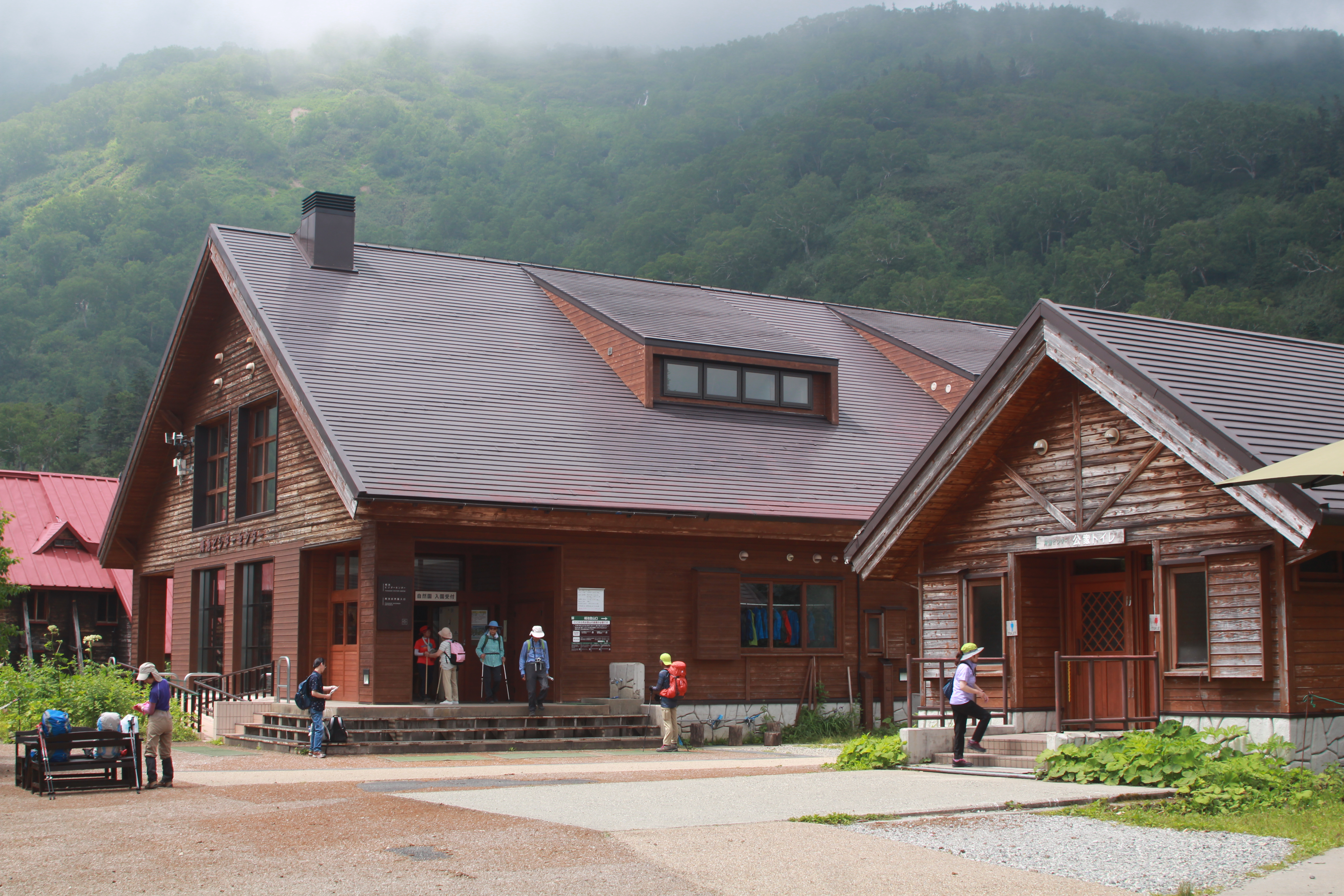
栂池ビジターセンター

- 栂池ビジターセンター[2]
- 栂池山荘[2]
- 栂池ヒュッテ[2]
- 旧栂池ヒュッテ記念館[2]

## 利用案内
- 開園期間 - 6月上旬から11月上旬[5]
- 入園料 - 大人320円、小学生以下260円[2]
- 栂池パノラマウェイ - 大人往復3,700円、小人往復2,100円[2]